# Montego Bay (canción)
«Montego Bay» es una canción interpretada por el cantante estadounidense Bobby Bloom. Fue publicada el 7 de agosto de 1970 como el sencillo principal de su álbum debut The Bobby Bloom Album.

## Apariciones y uso en otros medios
- La canción apareció en la película The Ice Storm (1097).[2]

## Posicionamiento

### Gráfica semanal
| Gráfica (1970)                                | Pico de posición |
| --------------------------------------------- | ---------------- |
| Australia (Go-Set)                            | 7                |
| Australia (Kent Music Report)                 | 9                |
| Bélgica (Flandes) (Ultratop 50 Singles)       | 12               |
| Bélgica (Valonia) (Ultratop 50 Singles)       | 44               |
| Canadá (RPM Top Singles)                      | 5                |
| Estados Unidos (Billboard Hot 100)            | 8                |
| Estados Unidos (Billboard Adult Contemporary) | 18               |
| Estados Unidos (Cashbox Top 100)              | 6                |
| Irlanda (Irish Singles Chart)                 | 14               |
| Nueva Zelanda (Listener)                      | 12               |
| Países Bajos (Nederlandse Top 40)             | 21               |
| Países Bajos (Single Top 100)                 | 17               |
| Reino Unido (UK Singles Chart)                | 3                |
| Sudáfrica (Springbok Radio)                   | 5                |

### Gráfica de fin de año
| Gráfica (1970)                | Pico de posición |
| ----------------------------- | ---------------- |
| Australia (Kent Music Report) | 63               |
| Canadá (RPM Top Singles)      | 77               |